# Villa Barberina
Villa Barberina, o l'Arnino, o Villa Arnina (come era conosciuta a metà '800 perché vi scorreva un braccio secondario del fiume Arno, donde deriva il vezzeggiativo) è una dimora storica fiorentina, situata nel viuzzo delle Lame 1, nella piana di Ripoli (Quartiere 3 di Firenze).

## Storia e descrizione

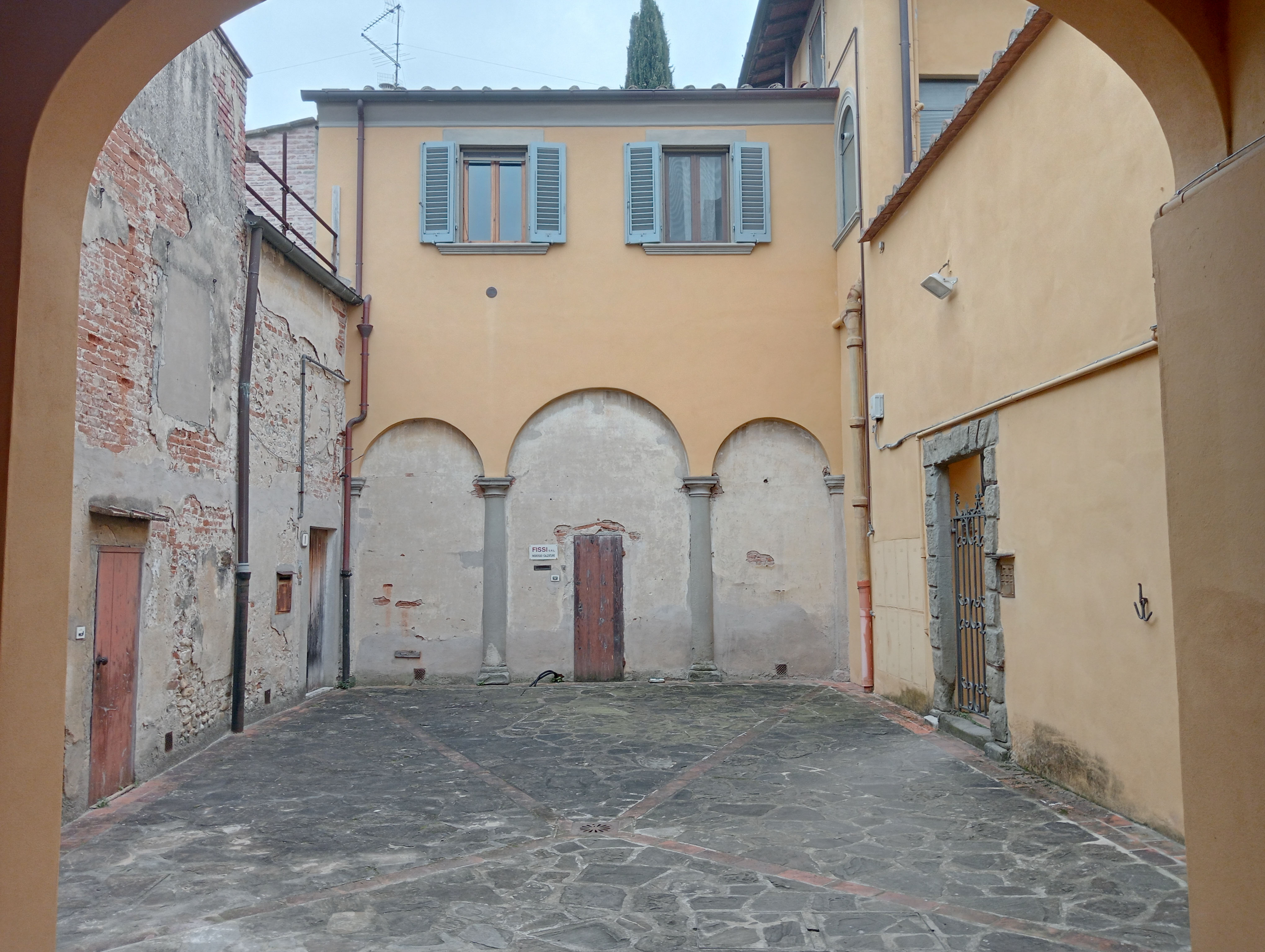
Cortile

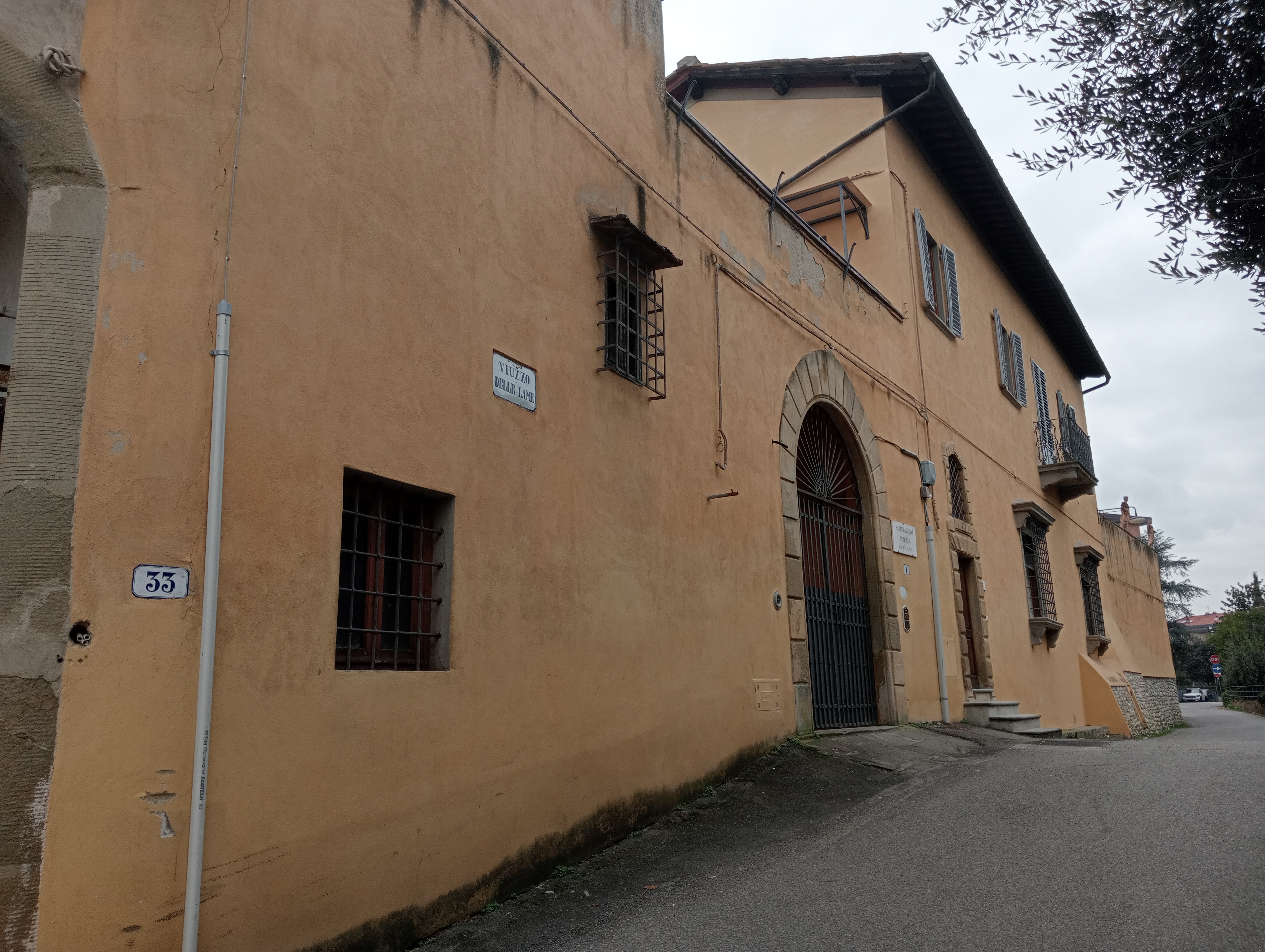
Esterno

In origine chiamata Il Limbo, forse in contrasto ad alcune parti di Ripoli conosciute come Inferno e Paradiso, si tratta di una costruzione di inizio XV secolo, appartenente ai Del Chiappa. Nel 1491 la villa passò ai Nasi, poi ai Pergolini, ai Gherardini e agli Altoviti nel 1709. Nel 1831 fu acquistata dai Panerai che la possedettero per circa un trentennio; nel 1866 Villa Barberina passò al ricco "caffettiere" svizzero Enrico Stupan. La villa sorge al centro del Borgo delle Lame, dove il Viuzzo delle Lame confluisce nella via omonima. Da un bel cancello si accede nel cortile rinascimentale, con un portico (oggi murato), a tre arcate su un lato. La facciata è abbellita da due eleganti finestre inginocchiate, al di sotto di esse troviamo delle belle mensole lavorate. Sulla destra si innalza un alto muro decorato con preziose statue in terracotta, che delimita un giardino pensile.